# Cavendishia laurifolia
Cavendishia laurifolia là một loài thực vật có hoa trong họ Thạch nam. Loài này được (Klotzsch) Benth. & Hook.f. mô tả khoa học đầu tiên năm 1876.